# Горобії (Лубенський район)
Горобії́ (Ороб'ї ) —  село в Україні, у Лубенському районі Полтавської області. Населення становить 98 осіб. Колишній орган місцевого самоврядування — Бієвецька сільська рада.

## Історія
Село відносилося до Тарандинцівської волості Лубенського повіту Полтавської губернії.
У селі була церковно-парафіяльна школа (ЦПШ), яка запрацювала наприкінці ХІХ ст., а в 1895 р. миряни здобули для неї окреме приміщення. "Останім завідувачем і законовчителем школи був священик о. Єфімій Каменецький, випускник міністерського училища (пастир не мав семінарської освіти). УЗД - селянин Іван Гребенчук (закінчив ЦПШ, мав учительське свідоцтво і 1913 р. тільки-но розпочинав педагогічну діяльність. У 1923 р. в школі навчалися 23 хлопчика та 12 дівчаток, тобто 35 учнів".
- 12 червня 2020 року, відповідно до розпорядження Кабінету Міністрів України № 721-р «Про визначення адміністративних центрів та затвердження територій територіальних громад Полтавської області», село увійшло до складу Новооржицької селищної громади[2].
- 19 липня 2020 року, в результаті адміністративно - територіальної реформи та ліквідації  Оржицького району, село увійшло до складу новоутвореного Лубенського району[3].

## Географія
Село Горобії знаходиться на правому березі річки Удай, вище за течією на відстані 4 км розташоване село Гінці, нижче за течією на відстані 1 км розташоване село Біївці, на протилежному березі - село Піски-Удайські.

## Населення
Згідно з переписом УРСР 1989 року чисельність наявного населення села становила 146 осіб, з яких 66 чоловіків та 80 жінок.
За переписом населення України 2001 року в селі мешкало 97 осіб.

### Мова
Розподіл населення за рідною мовою за даними перепису 2001 року:
| Мова       | Відсоток |
| ---------- | -------- |
| українська | 94,90 %  |
| російська  | 4,08 %   |
| білоруська | 1,02 %   |